# Пођо Пиколо (Болоња)
Пођо Пиколо (итал. Poggio Piccolo) је насеље у Италији у округу Болоња, региону Емилија-Ромања.
Према процени из 2011. у насељу је живело 133 становника. Насеље се налази на надморској висини од 45 м.